# Starksia lepidogaster
Starksia lepidogaster är en fiskart som beskrevs av Richard H. Rosenblatt och Taylor, 1971. Starksia lepidogaster ingår i släktet Starksia och familjen Labrisomidae. IUCN kategoriserar arten globalt som otillräckligt studerad. Inga underarter finns listade i Catalogue of Life.